# Couesnon
Couesnon – rzeka we Francji, przepływająca przez tereny departamentów Mayenne, Ille-et-Vilaine oraz Manche, o długości 97,8 km. Uchodzi do kanału La Manche.